# Ryan Garbutt
Ryan Garbutt (né le 12 août 1985 à Winnipeg au Manitoba au Canada) est un joueur professionnel canadien de hockey sur glace. Il évolue au poste de ailier gauche.

## Biographie
Après avoir joué pour les South Blues de Winnipeg de la Ligue de hockey junior du Manitoba, il part jouer pour l'équipe de hockey des Bears de l'Université Brown durant quatre saisons. Non repêché dans la Ligue nationale de hockey, il joue sa première saison professionnelle en 2009-2010 avec les IceRays de Corpus Christi de la Ligue centrale de hockey. 
La saison suivante, il joue pour les Gladiators de Gwinnett dans l'ECHL puis les Wolves de Chicago de la Ligue américaine de hockey. En juillet 2011, il signe un contrat avec les Stars de Dallas de la LNH. Il joue la majorité de la saison 2011-2012 avec les Stars du Texas, club-école de Dallas dans la LAH. Il joue son premier match dans la LNH le 18 février 2012 contre les Coyotes de Phoenix.
Le 10 juillet 2015, il est échangé avec Trevor Daley aux Blackhawks de Chicago contre Stephen Johns et Patrick Sharp.
Le 21 janvier 2016, il est échangé aux Ducks d'Anaheim en retour de Jiří Sekáč.

## Statistiques
| Saison     | Équipe                    | Ligue      |     | Saison régulière | Saison régulière | Saison régulière | Saison régulière | Saison régulière |   | Séries éliminatoires | Séries éliminatoires | Séries éliminatoires | Séries éliminatoires | Séries éliminatoires |
| Saison     | Équipe                    | Ligue      | PJ  | B                | A                | Pts              | Pun              | PJ               | B | A                    | Pts                  | Pun                  |                      |                      |
| 2003-2004  | South Blues de Winnipeg   | LHJM       | 60  | 23               | 25               | 48               | 143              | -                | - | -                    | -                    | -                    |                      |                      |
| 2004-2005  | South Blues de Winnipeg   | LHJM       | 63  | 47               | 34               | 81               | 303              | -                | - | -                    | -                    | -                    |                      |                      |
| 2005-2006  | Bears de Brown            | NCAA       | 28  | 2                | 4                | 6                | 61               | -                | - | -                    | -                    | -                    |                      |                      |
| 2006-2007  | Bears de Brown            | NCAA       | 29  | 9                | 4                | 13               | 30               | -                | - | -                    | -                    | -                    |                      |                      |
| 2007-2008  | Bears de Brown            | NCAA       | 29  | 12               | 11               | 23               | 56               | -                | - | -                    | -                    | -                    |                      |                      |
| 2008-2009  | Bears de Brown            | NCAA       | 30  | 6                | 10               | 16               | 56               | -                | - | -                    | -                    | -                    |                      |                      |
| 2009-2010  | IceRays de Corpus Christi | LCH        | 64  | 22               | 28               | 50               | 204              | 1                | 0 | 0                    | 0                    | 2                    |                      |                      |
| 2010-2011  | Gladiators de Gwinnett    | ECHL       | 10  | 10               | 7                | 17               | 24               | -                | - | -                    | -                    | -                    |                      |                      |
| 2010-2011  | Wolves de Chicago         | LAH        | 65  | 19               | 18               | 37               | 118              | -                | - | -                    | -                    | -                    |                      |                      |
| 2011-2012  | Stars du Texas            | LAH        | 50  | 16               | 17               | 33               | 96               | -                | - | -                    | -                    | -                    |                      |                      |
| 2011-2012  | Stars de Dallas           | LNH        | 20  | 2                | 1                | 3                | 22               | -                | - | -                    | -                    | -                    |                      |                      |
| 2012-2013  | Stars de Dallas           | LNH        | 36  | 3                | 7                | 10               | 32               | -                | - | -                    | -                    | -                    |                      |                      |
| 2013-2014  | Stars de Dallas           | LNH        | 75  | 17               | 15               | 32               | 106              | 6                | 3 | 0                    | 3                    | 25                   |                      |                      |
| 2014-2015  | Stars de Dallas           | LNH        | 67  | 8                | 17               | 25               | 55               | -                | - | -                    | -                    | -                    |                      |                      |
| 2015-2016  | Blackhawks de Chicago     | LNH        | 43  | 2                | 4                | 6                | 27               | -                | - | -                    | -                    | -                    |                      |                      |
| 2015-2016  | Ducks d'Anaheim           | LNH        | 37  | 5                | 3                | 8                | 21               | 7                | 1 | 0                    | 1                    | 6                    |                      |                      |
| 2016-2017  | Ducks d'Anaheim           | LNH        | 27  | 2                | 1                | 3                | 20               | -                | - | -                    | -                    | -                    |                      |                      |
| 2016-2017  | Gulls de San Diego        | LAH        | 28  | 4                | 6                | 10               | 45               | -                | - | -                    | -                    | -                    |                      |                      |
| 2017-2018  | HK Sotchi                 | KHL        | 12  | 1                | 4                | 5                | 32               | -                | - | -                    | -                    | -                    |                      |                      |
| 2017-2018  | Torpedo Nijni Novgorod    | KHL        | 9   | 0                | 2                | 2                | 4                | -                | - | -                    | -                    | -                    |                      |                      |
| 2017-2018  | Torpedo Nijni Novgorod    | KHL        | 10  | 2                | 3                | 5                | 42               | -                | - | -                    | -                    | -                    |                      |                      |
| 2018-2019  | ERC Ingolstadt            | DEL        | 38  | 6                | 9                | 15               | 66               | 7                | 1 | 0                    | 1                    | 6                    |                      |                      |
| Totaux LNH | Totaux LNH                | Totaux LNH | 305 | 39               | 48               | 87               | 283              | 13               | 4 | 0                    | 4                    | 31                   |                      |                      |